# 許清坤
許清坤，男，台灣政治人物，曾任基隆市政府主任秘書、基隆市代理市長。